# Shisiwa Manyuny
Shisiwa Manyuny (auch: Chissioua Magnougni, Shisiwa Madi Bacar) ist die westlichste Insel im Parc marin de Mohéli, südlich der Insel  Mohéli im Inselstaat Komoren.

## Geographie
Der Archipel vor der Südküste von Moheli besteht aus 5 großen Inseln, die sich fingerförmig nach Süden ins Meer erstrecken, sowie zahlreichen kleinen Felseninseln und Riffen. Manyuny ist die westlichste dieser Inseln. Im Osten schließt sich die Chissioua Dzaha an, die nur etwa einen Kilometer östlich der Ostspitze der Insel aus dem Meer aufsteigt.
Die Insel selbst wurde wohl auf Befehl von Madi Bacar als Ziegenweide genutzt.